# 刘杖子镇
刘杖子镇，原为刘杖子乡，是中华人民共和国辽宁省朝阳市凌源市下辖的一个乡镇级行政单位。2018年撤乡设镇。区划代码改为 211382118。

## 行政区划
刘杖子镇下辖以下地区：
王杖子村、郭杖子村、刘杖子村、东房申村、干沟子村和洼子店村。